# Johannes Conrad
Johannes Conrad, född 28 februari 1839 i Västpreussen, död 25 april 1915 i Halle an der Saale, var en tysk nationalekonom och statistiker.
Conrad blev 1870 extra ordinarie professor i Jena och 1872 professor i Halle an der Saale. Han är främst känd som utgivare av en av de mest omfångsrika och viktigaste nationalekonomiska tidskrifterna, den av Bruno Hildebrand grundlagda "Jahrbücher für Nationalökonomie und Statistik", som utgavs av Hildebrand och Conrad 1872-77, därefter av Conrad ensam (1891-97 tillsammans med Wilhelm Lexis). Conrad författade till denna en mängd uppsatser, särskilt rörande jordbrukets ekonomi och spannmålstullarna, ämnen, som han även behandlade bland annat i Gustav von Schönbergs "Handbuch der politischen Oekonomie". 
Conrad utgav vidare dels (från 1877) "Sammlung der nationalökonomischen und statistischen Abhandlungen des staatswissenschaftlichen Seminars zu Halle an der Saale", dels (tillsammans med bland andra Lexis) den värdefulla "Handwörterbuch der Staatswissenschaften" (första upplagan 1889-94, supplement 1895-97; fjärde upplagan 1923-29).
Conrad utgav även en vidlyftig lärobok i nationalekonomi, Grundriss zum Studium der politischen Oekonomie (fyra delar, 1900-04, flera upplagor), och kortare sammandrag därav (Leitfaden zum Studium der Nationaloekonomie och Leitfaden zum Studium der Volkswirtschaftslehre, 1901). Han var från 1890 medlem i den kommitté, som utarbetade "Bürgerliches Gesetzbuch" (1896).